# 亚历山大·冯·法肯豪森
亞歷山大·恩斯特·阿爾弗雷德·赫爾曼·馮·法肯豪森男爵（德語：Alexander Ernst Alfred Hermann Freiherr von Falkenhausen，1878年10月29日—1966年7月31日）是一位德國陸軍將領，最高軍階為步兵上將，同時亦是一位積極的反納粹分子，與中華民國政府淵源甚深。
法肯豪森於1935年3月接替漢斯·馮·塞克特，任国民革命军军事顾问团的最後一任領導人，為中國在抗日戰爭初期戰事貢獻頗多，直到1938年德國政府決定聯日棄華而奉召回國，擔任第4軍區司令。1940年在德國佔領比利時與法國後，法肯豪森被任命為比利時佔領區軍政府司令官，期間與黨衛軍和蓋世太保暗中抗衡，採取相對溫和的佔領政策，但對比利時境內發生的屠殺和猶太人遭受的暴行負有主要責任。法肯豪森於1944年因被捲入「720密謀案」而被解除職務和逮捕，先後輾轉於多個集中營，最後被美軍俘虜。
戰後法肯豪森因比利時佔領軍領導人而被以戰爭罪犯起訴，被宣判12年有期徒刑，但僅于西德關押3週後即獲釋。1966年7月31日法肯豪森於西德萊茵蘭-普法爾茨的拿騷去世。

## 生平

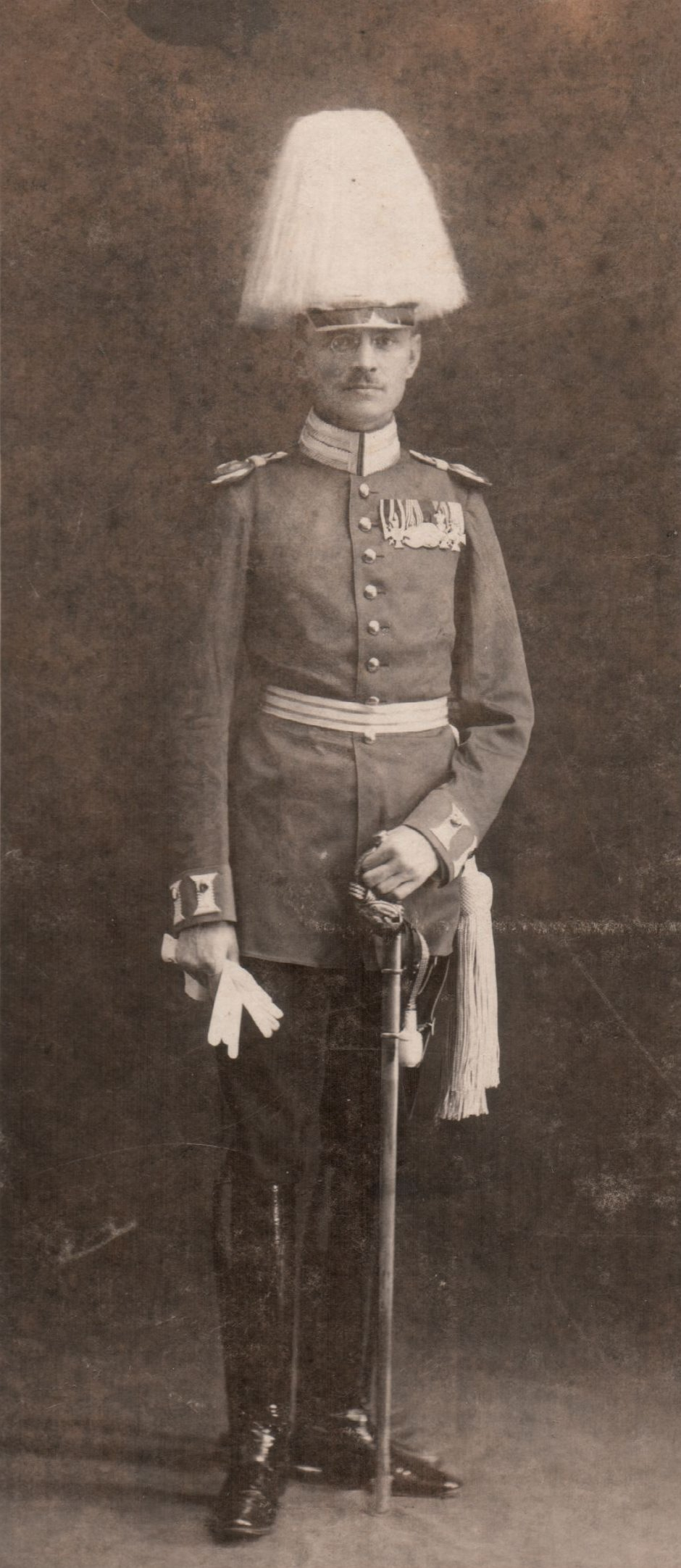
1911年，訪問日本陸軍第33步兵團時的法肯豪森留影。

亞歷山大·馮·法肯豪森出生於1878年10月29日德意志帝國西里西亞省布卢门塔尔的一個普魯士貴族家庭里，父親為亞歷山大（Alexander，1844—1909），母親為伊麗莎白·舒勒·馮·森登（Elisabeth Schuler von Senden，1853—1936），他的叔叔路德維希·馮·法肯豪森曾於一戰末期的1917年至1918年期間擔任比利時總督。
法肯豪森於布雷斯勞接受文理中學的初級教育，後於1897年3月13日加入德國陸軍，並以少尉軍階服役於「第91奧登堡步兵團」。1900年至1901年，法肯豪森被編入第3東亞步兵團（3. Ostasiatischen Infanterie-Regiment），跟隨阿爾弗雷德·馮·瓦德西元帥的東亞遠征軍參加了鎮壓義和團的軍事行動，並以此開啟了他個人對東方事物的興趣。1902年，法肯豪森調回第91步兵團任第2營行政官。1904年10月1日法肯豪森進入戰爭學院進修，於1907年7月20日畢業，後又轉入柏林大學東方學院研究，這段期間法肯豪森努力學習日語，並大量收集日本的各種資訊。自1908年4月1日至1912年3月，法肯豪森調至總參謀部服務，後於3月22日因通曉語言和亞洲的政治局勢而被任命為德國駐日大使館武官，在此期間，法肯豪森對於與即將崩潰的中國清政府相比、對國民生活較有紀律的日本較有好感。
1914年8月第一次世界大戰爆發，法肯豪森奉命回國，並先後擔任第89步兵師和第31步兵師的參謀長。1916年5月9日法肯豪森調往土耳其，成為駐土耳其德軍顧問團的團員，同月29日擔任土耳其軍第2軍團後方調遣督察長參謀長，1917年1月1日法肯豪森晉升為督察。3月26日法肯豪森轉往高加索一帶，擔任土軍高加索集團軍參謀長，獲頒藍馬克斯勳章。战争结束后继续留在军队服务，1927年开始担任德累斯頓步兵学校校长。

### 中华民国军事顾问
1930年退休后受邀到中国担任蔣中正的军事顾问。
1935年8月20日，他向蒋介石呈送了《总顾问法肯豪森关于应付时局对策之建议》，提出了持久抗战，以及将四川作为最后防地的设想，国民政府根据其建议进行了整体的军备建设及防卫部署。
1937年德国正式与日本结盟，而日本已向中國不宣而戰。德国为向日本表示善意，承认了日本在中国的傀儡政权滿洲國，并撤回德国对中国的援助：包含强迫法肯豪森辞去顾问职务。离别前法肯豪森答应蔣中正不会向日本透露任何中国的作战计划。

### 召回德国

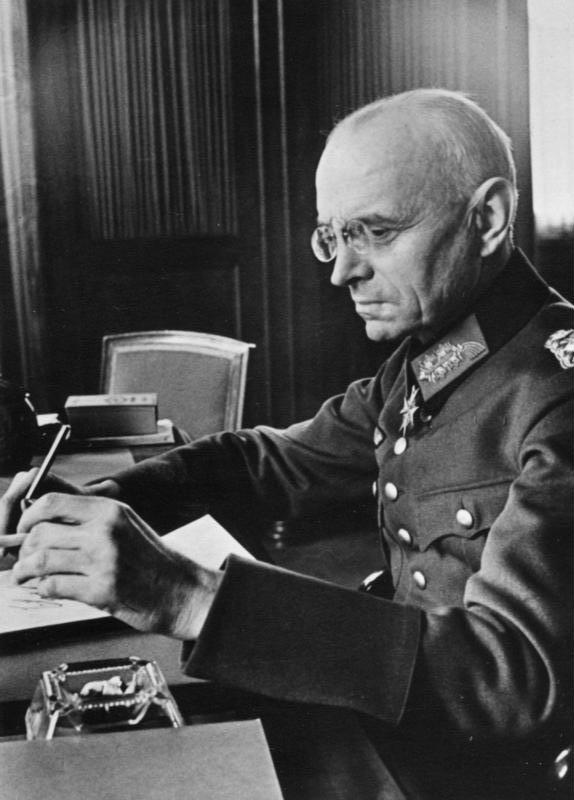
摄于1940年

1938年法肯豪森被召回现役，在西部战线出任步兵上将。1940年5月出任比利时军事总督。
在比利时总督任內，法肯豪森签署了17道反犹太人的命令，是纳粹在1942年从比利时驱逐犹太人的前奏。他负责经济的副手艾格·里德（Eggert Reeder）在经济方面着手“清除犹太影响”，包括将犹太人清理出传统上由犹太人控制的安特卫普钻石行业。但法肯豪森也至少接受他的中国朋友钱卓伦将军的堂妹、化学家钱秀玲的两次求情，特赦了被判死刑的约100名比利时反抗组织成员，在法肯豪森战后受审时钱秀玲也出面为其辩护作证。
他是两个反希特勒者：卡爾·格德勒和埃爾溫·馮·維茨萊本的亲密朋友，很快地他也开始憎恶希特勒与纳粹政权，并支持維茨萊本的一个军事政变计划。1944年的7月20日密謀案失败后，馮·法肯豪森在不同的集中营中渡過，直至1945年戰爭結束才被盟国俘获。
1948年法肯豪森被送往比利时受审，钱秀玲和一批比利时犹太人出面为其辩护作证；在獄期間，著名的比利時抗納粹女英雄為他送食物（後來在他第一任妻子去世後，兩人結婚）。1951年3月被控驱逐25,000名猶太人以及处死比利时俘虏而被判处12年劳动监禁，后被送往西德服刑。但在判决作出的三周后，因为（依照比利時法律要求）其已服刑超过1/3，又鉴于有充分的证据顯示他曾尽力挽救猶太人和比利时人，西德总理将其特赦。
1950年法肯豪森的72歲生日，收到蔣中正的12,000元美金作為賀禮，並稱他為「中國的友人」。
法肯豪森在晚年曾担任过德中文化协会会长，並於1958年11月28日接受中華民國授勳。1966年7月31日在萊茵蘭-普法爾茨的拿騷逝世。

## 註腳
1. ↑  Geneanet
2. ↑  Kossmann（1986年），第150页
3. 1 2 3  Specialcamp11
4. 1 2  傅寶真（1998年），第272页
5. ↑  田嶋信雄（2010年），第56页
6. ↑  白伟志. . 《先锋国家历史》. 2007-3. []

## 外部連結
- Personal Bio and Military achievement of Von Falkenhausen
- More tidbit info on Falkenhausen in Axis forum（页面存档备份，存于）